# Maratón de Daegu
La Maratón Internacional de Daegu es una maratón anual que tiene lugar cada abril en la ciudad de Daegu, en Corea del Sur. El evento incluye una carrera de 5 000 m y otra de 10 000 m, así como una maratón (42.195 kilómetros). La carrera empieza y finaliza en el estadio de Daegu, el cual, fue también sede del Campeonato Mundial de Maratón, en septiembre de 2011.

## Historia
Fue designada por primera vez como una competencia certificada por la Asociación Internacional de Federaciones de Atletismo (IAAF) en 2009, y reconocida como una competencia Silver Label durante siete años a partir de 2013, siendo promovida a una competencia Gold Label a partir de 2023. Es la primera competencia nacional y actualmente la única competencia nacional Gold Label reconocida por la Federación Mundial de Atletismo (WA). Su objetivo es ascender a una de los ocho mejores maratones del mundo ofreciendo el premio más alto del mundo. 
La edición 2020 de la carrera se canceló debido a la pandemia de coronavirus y todos los corredores calificaron para un reembolso. A partir de la edición de 2024 (con el mismo premio que la de 2025), los ganadores del Maratón de Daegu (primer puesto masculino y femenino) recibirán 160 000 dólares en premios, superando así a la Maratón de Boston, que anteriormente ofrecía el premio más alto con 150 000 dólares y actualmente ostenta el título de la competencia con el premio más alto del mundo.
En particular, la categoría Masters tiene el mayor número de participantes entre los maratones nacionales, superando al Maratón de Seúl, que fue la más grande hasta 2024, y apunta a superar los cuatro maratones más importantes de Corea (Dongma, Jema, Chunma, Daema) y a convertirse en una de las ocho maratones más importantes del mundo.

## Ganadores
| Edición | Año  | Varones                                                        | Tiempo                                                         | Damas                                                          | Tiempo                                                         | Ref.                                                           |
| ------- | ---- | -------------------------------------------------------------- | -------------------------------------------------------------- | -------------------------------------------------------------- | -------------------------------------------------------------- | -------------------------------------------------------------- |
| 1.º     | 2009 | Ji Young-jun                                                   | 2:08:30                                                        | Yeshi Esayias                                                  | 2:30:44                                                        | [ 3 ]                                                          |
| 2.º     | 2010 | Deressa Chimsa                                                 | 2:08:45                                                        | Yeshi Esayias                                                  | 2:29:17                                                        | [ 4 ] [ 5 ]                                                    |
| 3.º     | 2011 | Yusuf Songoka                                                  | 2:08:08                                                        | Atsede Habtamu                                                 | 2:25:52                                                        | [ 6 ]                                                          |
| 4.º     | 2012 | David Kiyeng                                                   | 2:07:57                                                        | Alemitu Abera                                                  | 2:24:57                                                        | [ 7 ]                                                          |
| 5.º     | 2013 | Abraham Kiprotich                                              | 2:08:33                                                        | Margaret Agai                                                  | 2:23:28                                                        | [ 8 ]                                                          |
| 6.º     | 2014 | Yemane Tsegay                                                  | 2:06:51                                                        | Mulu Seboka                                                    | 2:25:23                                                        | [ 9 ]                                                          |
| 7.º     | 2015 | Girmay Birhanu                                                 | 2:07:26                                                        | Meselech Melkamu                                               | 2:27:24                                                        | [ 10 ]                                                         |
| 8.º     | 2016 | James Kwambai                                                  | 2:10:46                                                        | Caroline Kilel                                                 | 2:27:39                                                        | [ 11 ]                                                         |
| 9.º     | 2017 | Mathew Kisorio                                                 | 2:07:32                                                        | Pamela Rotich                                                  | 2:27:48                                                        | [ 12 ]                                                         |
| 10.º    | 2018 | Abraham Kiptum                                                 | 2:06:29                                                        | Janet Rono                                                     | 2:28:01                                                        | [ 13 ]                                                         |
| 11.º    | 2019 | Filex Kiprotich                                                | 2:05:33                                                        | Pamela Rotich                                                  | 2:28:10                                                        | [ 14 ]                                                         |
|         | 2020 | Cancelado debido a la pandemia de coronavirus                  | Cancelado debido a la pandemia de coronavirus                  | Cancelado debido a la pandemia de coronavirus                  | Cancelado debido a la pandemia de coronavirus                  | Cancelado debido a la pandemia de coronavirus                  |
|         | 2021 | Se celebró un evento virtual en lugar de la carrera cancelada. | Se celebró un evento virtual en lugar de la carrera cancelada. | Se celebró un evento virtual en lugar de la carrera cancelada. | Se celebró un evento virtual en lugar de la carrera cancelada. | Se celebró un evento virtual en lugar de la carrera cancelada. |
| 12.º    | 2022 | Shifera Tamru                                                  | 2:06:31                                                        | Nazret Weldu                                                   | 2:21:56                                                        |                                                                |
| 13.º    | 2023 | Milkesa Mengesha                                               | 2:06:49                                                        | Ayantu Abera                                                   | 2:25:44                                                        |                                                                |
| 14.º    | 2024 | Stephen Kiprop                                                 | 2:07:04                                                        | Ruti Aga                                                       | 2:21:08                                                        |                                                                |